# Триплатинаиттербий
Триплатинаиттербий — бинарное неорганическое соединение
платины и иттербия
с формулой YbPt3,
кристаллы.

## Получение
- Сплавление стехиометрических количеств чистых веществ:

{\displaystyle {\mathsf {3Pt+Yb\ {\xrightarrow {1700^{o}C}}\ YbPt_{3}}}}

## Физические свойства
Триплатинаиттербий образует кристаллы
кубической сингонии,
пространственная группа P m3m,
параметры ячейки a = 0,4040÷0,4047 нм, Z = 1,
структура типа тримедьзолота AuCu3
.
Соединение конгруэнтно плавится при температуре ≈1400 °C .
При температуре 0,3 К в соединении происходит антиферромагнитный переход .